# Tamara Tippler
Tamara Tippler (* 9. April 1991 in Rottenmann, Steiermark) ist eine ehemalige österreichische Skirennläuferin. Sie war auf die schnellen Disziplinen Abfahrt und Super-G spezialisiert.

## Biografie
Tippler fuhr ihr erstes Skirennen im Alter von drei Jahren und kam als Achtjährige zum Skiclub SV Union Mautern, wo sie mit regelmäßigem Training begann. Nach der Volksschule besuchte sie zunächst zwei Jahre die Hauptschule in ihrer Heimatgemeinde Mautern, ehe sie an die Skihauptschule in Eisenerz wechselte. Danach absolvierte sie bis 2009 die Skihandelsschule und bis 2011 den HAK-Aufbaulehrgang in Schladming. Seit Juli 2011 ist sie Heeressportlerin im Österreichischen Bundesheer.
Nach Erreichen des Alterslimits fuhr Tippler im Dezember 2006 ihre ersten FIS-Rennen. Im Frühjahr 2007 wurde sie in der Super-G-Weltrangliste ihres Jahrganges auf dem vierten Platz hinter Lara Gut (Erste), Lisa Magdalena Agerer (Zweite) und Lotte Smiseth Sejersted (Dritte) geführt und rangierte auf der ÖSV-Jahrgangsliste im Super-G in diesem Jahr auf dem ersten Platz vor Ramona Siebenhofer (Zweite) und Melanie Meilinger (Dritte).
In der Saison 2007/08 wurde sie Österreichische Super-G-Meisterin in der Altersklasse Jugend I. Drei Jahre später gewann sie den Abfahrtstitel in der Klasse Jugend II. Nachdem sie 2008 in den Nachwuchskader des Österreichischen Skiverbandes (ÖSV) aufgenommen worden war, nahm Tippler im Februar 2009 zum ersten Mal an Rennen im Europacup teil. Nach drei Top-10-Ergebnissen in der Saison 2009/10 erreichte sie in der Saison 2010/11 die ersten Podestplätze.
Insgesamt fuhr sie in jenem Winter in fünf Europacuprennen unter die schnellsten drei, womit sie Dritte in der Abfahrtswertung, Vierte in der Super-G-Wertung und Neunte im Gesamtklassement wurde. Tippler nahm an zwei Juniorenweltmeisterschaften teil. Neben drei Ausfällen erzielte sie 2010 den fünften Platz im Super-G und 2011 den elften Platz in der Abfahrt.
Nach ihrem Aufstieg in den B-Kader des ÖSV kam Tippler im Dezember 2011 erstmals im Weltcup zum Einsatz. In den beiden Abfahrten von Lake Louise blieb sie jedoch ohne Punkte. Im Rest der Saison 2011/12 startete sie bei FIS-Rennen sowie im Europacup, erreichte aber nicht die Ergebnisse des Vorjahres. Im März 2012 wurde sie österreichische Staatsmeisterin in der Abfahrt. Ihre ersten Weltcuppunkte gewann sie am 24. Februar 2013 mit Platz 25 in der Super-Kombination von Méribel. Am 11. März 2014 gelang ihr in Soldeu der erste Europacupsieg.
Am 6. Dezember 2015 erzielte Tippler als Zweite des Super-G von Lake Louise überraschend ihren ersten Weltcup-Podestplatz. Im weiteren Verlauf des Winters kamen zwei dritte Plätze hinzu. So konnte sie sich in der erweiterten Weltspitze zu etablieren. 2017 sicherte sich die Steirerin durch weitere solide Leistungen ein Ticket für die Weltmeisterschaften 2017 in St. Moritz, wo sie im Super-G an den Start ging, aber dort über den 20. Platz nicht hinauskam. In der Saison 2018/19 kamen mit dem dritten Platz im Super-G in Cortina und dem zweiten Platz im Super-G von Soldeu zwei Podestplätze dazu, zudem wurde sie für die Weltmeisterschaften 2019 in Åre nominiert, sie belegte Rang neun in der Abfahrt und Rang zwölf im Super-G.
Bei den Olympischen Winterspielen 2022 belegte sie am 11. Februar im Super-G den vierten Platz.
Nachdem sie im April 2024 noch angekündigt hatte in den Weltcup zurückkehren zu wollen, gab die 33-Jährige am 19. März 2025 ihr Karriereende bekannt. Eine Knieoperation und Rückenprobleme hatten ein Comeback verhindert und sie kritisierte im Rahmen ihres Rücktritts den generellen Umgangston der aktuellen ÖSV-Führung.

## Privates
Am 12. März 2023 wurde bekannt, dass Tamara Tippler gemeinsam mit ihrem langjährigen Freund Oliver ihr erstes Kind erwartet. Aufgrund dessen beendete die 31-Jährige vorzeitig die Saison und nahm nicht am Weltcup-Finale in Soldeu, Andorra, teil.
Laut einem Bericht der Kleinen Zeitung will sie noch „coachen, bei Besichtigungen (von Streckenkursen) … mitfahren“ und hat die „Heim-WM in Saalbach 2025 dennoch schon im Blick“. Im September 2023 wurde Tippler Mutter einer Tochter.

## Erfolge

### Olympische Spiele
- Pyeongchang 2018: 21. Super-G
- Peking 2022: 4. Super-G, 19. Abfahrt

### Weltmeisterschaften
- St. Moritz 2017: 20. Super-G
- Åre 2019: 9. Abfahrt, 12. Super-G
- Cortina d’Ampezzo 2021: 7. Abfahrt, 7. Super-G
- Méribel 2023: 21. Super-G

### Weltcup
- 29 Platzierungen unter den besten zehn, davon 10 Podestplätze

### Weltcupwertungen
| Saison  | Gesamt | Gesamt | Abfahrt | Abfahrt | Super-G | Super-G | Kombination | Kombination |
| Saison  | Platz  | Punkte | Platz   | Punkte  | Platz   | Punkte  | Platz       | Punkte      |
| ------- | ------ | ------ | ------- | ------- | ------- | ------- | ----------- | ----------- |
| 2012/13 | 111.   | 6      | –       | –       | –       | –       | 36.         | 6           |
| 2013/14 | 106.   | 11     | 45.     | 11      | –       | –       | –           | –           |
| 2014/15 | 97.    | 16     | –       | –       | 39.     | 16      | –           | –           |
| 2015/16 | 30.    | 330    | 27.     | 76      | 7.      | 254     | –           | –           |
| 2016/17 | 60.    | 130    | 19.     | 118     | 45.     | 12      | –           | –           |
| 2017/18 | 41.    | 190    | 30.     | 57      | 16.     | 133     | –           | –           |
| 2018/19 | 26.    | 316    | 17.     | 133     | 6.      | 183     | –           | –           |
| 2019/20 | 30.    | 217    | 21.     | 129     | 18.     | 88      | –           | –           |
| 2020/21 | 11.    | 483    | 7.      | 211     | 4.      | 272     | –           | –           |
| 2021/22 | 21.    | 399    | 24.     | 114     | 7.      | 285     | –           | –           |
| 2022/23 | 48.    | 160    | 26.     | 89      | 26.     | 71      | –           | –           |

### Europacup
- Saison 2010/11: 9. Gesamtwertung, 3. Abfahrtswertung, 4. Super-G-Wertung
- Saison 2012/13: 10. Abfahrtswertung
- Saison 2013/14: 6. Abfahrtswertung, 7. Super-G-Wertung
- Saison 2014/15: 2. Abfahrtswertung, 4. Super-G-Wertung
- 11 Podestplätze, davon 2 Siege:

| Datum         | Ort    | Land    | Disziplin |
| ------------- | ------ | ------- | --------- |
| 11. März 2013 | Soldeu | Andorra | Abfahrt   |
| 21. März 2015 | Soldeu | Andorra | Abfahrt   |

### Juniorenweltmeisterschaften
- Mont Blanc 2010: 5. Super-G
- Crans-Montana 2011: 11. Abfahrt

### Weitere Erfolge
- Österreichische Staatsmeisterin in der Abfahrt 2012 und 2016
- Österreichische Jugendmeisterin im Super-G 2008 (Jugend I) und in der Abfahrt 2011 (Jugend II)
- 3 Siege in FIS-Rennen